# 火炭渠
火炭渠（英語：Fo Tan Nullah）位於香港新界沙田區火炭以南的一條明渠，亦是城門河的一條支流，源頭位於禾上墩和山尾等多條小山溪，流經桂地新村、駿洋邨和火炭工業區，在沙田消防局和香港體育學院一帶與城門河結合。

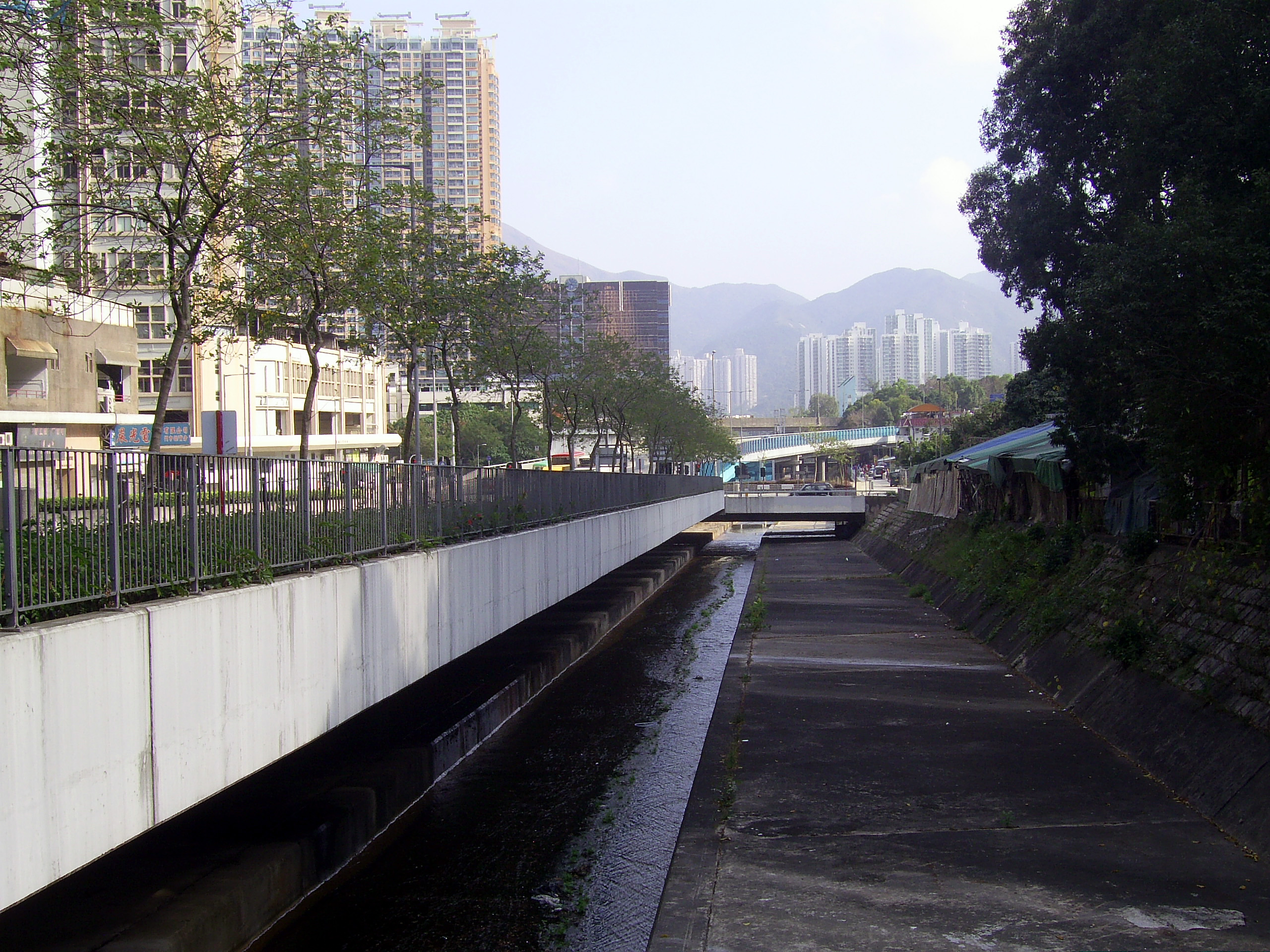
近沙田商業中心一段
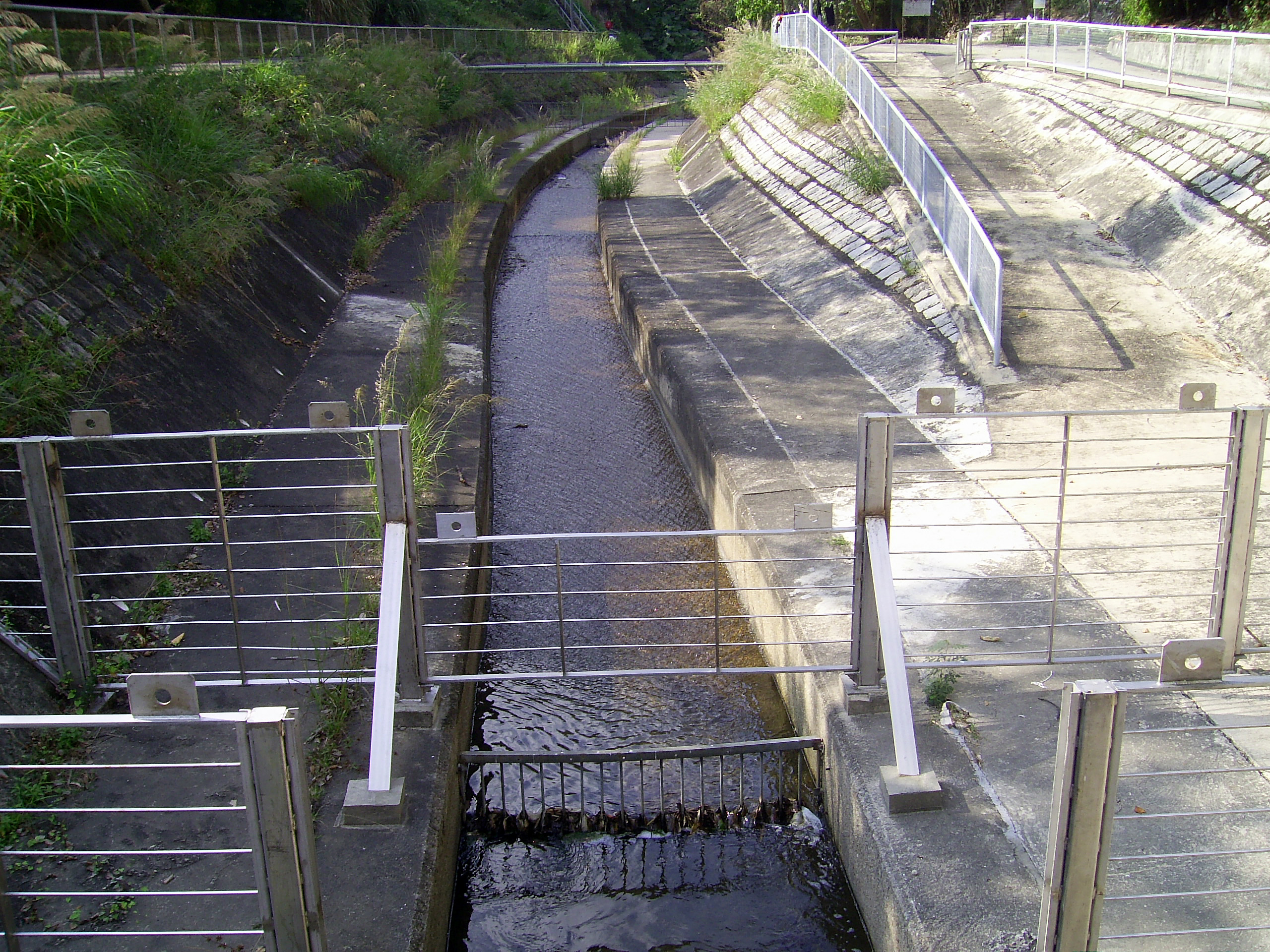
近桂地街及駿洋邨一段
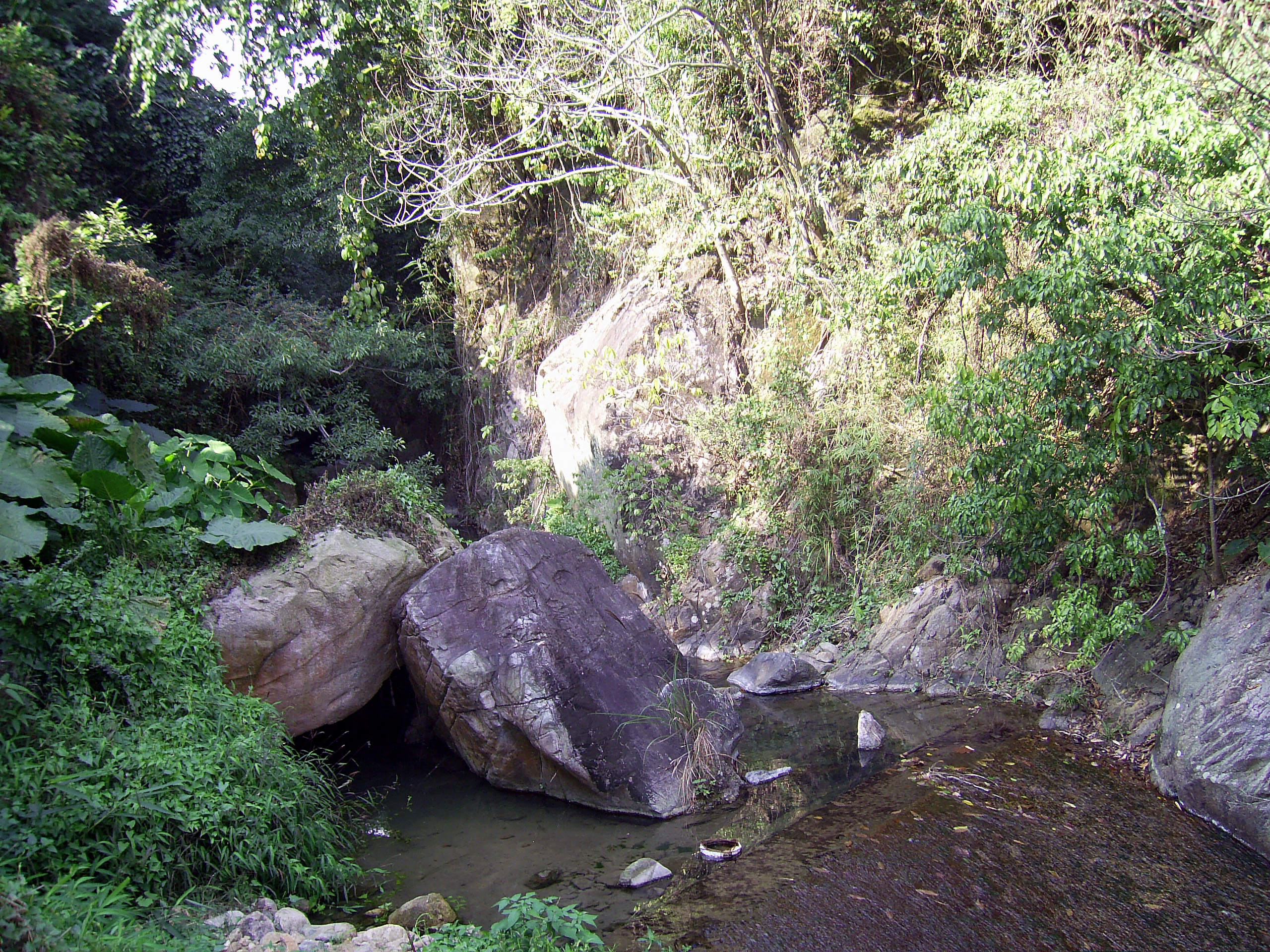
連接蚊坑的起點
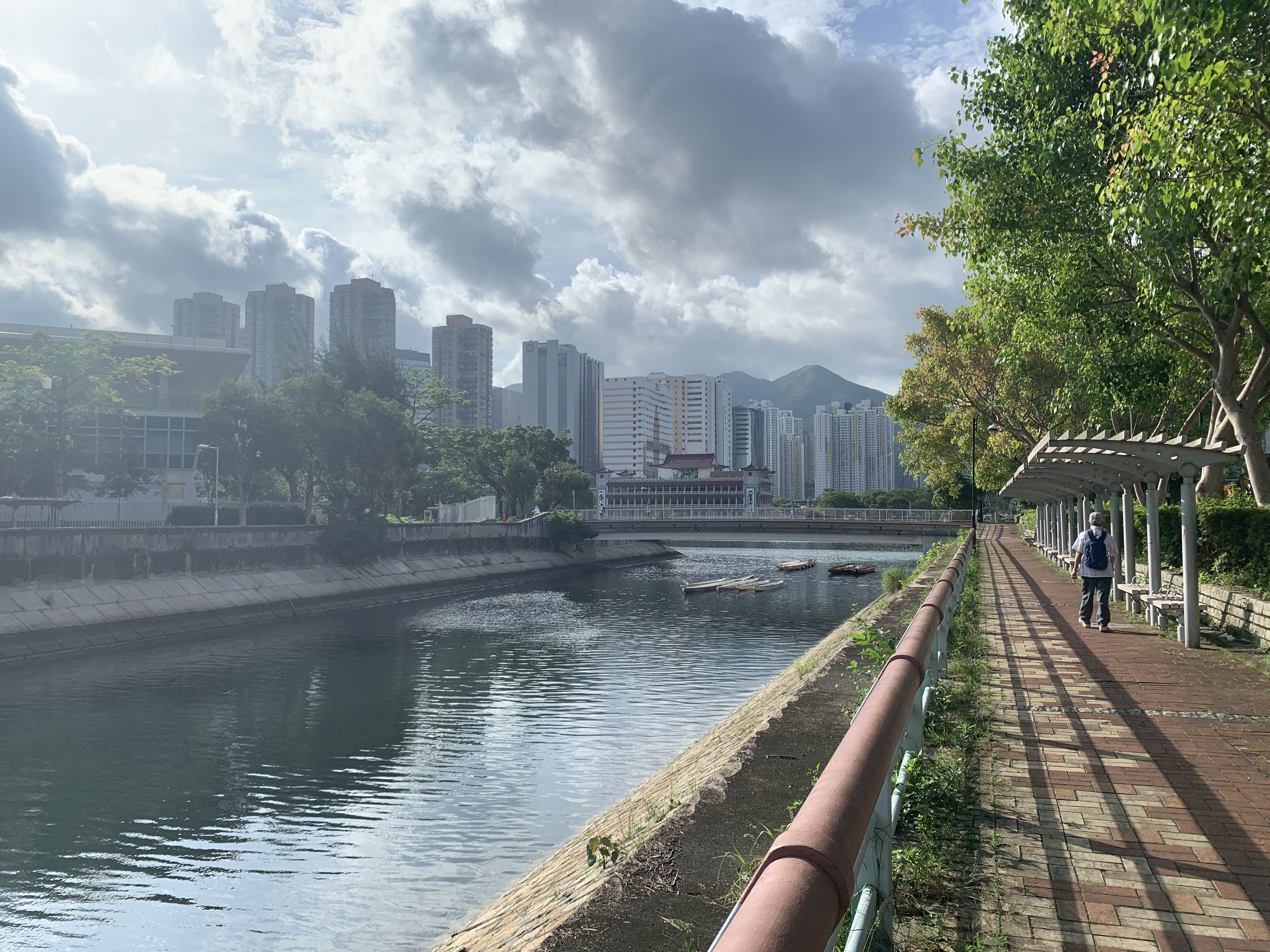
近香港體育學院一段